# Kåre Willoch
Kåre Isaachsen Willoch (ur. 3 października 1928 w Oslo, zm. 6 grudnia 2021 tamże) – norweski polityk i ekonomista, deputowany i minister, w latach 1981–1986 premier Norwegii, od 1970 do 1974 przewodniczący konserwatywnej partii Høyre.

## Życiorys
W 1947 został absolwentem szkoły średniej. Następnie kształcił się w zakresie ekonomii, studia na Uniwersytecie w Oslo (ze stopniem cand.oecon.) ukończył w 1953. Pracował w organizacjach przemysłowych.
W latach 1954–1957 był zastępcą poselskim. W 1957 po raz pierwszy został wybrany na deputowanego do Stortingu. Reelekcję do norweskiego parlamentu uzyskiwał w ośmiu kolejnych wyborach, sprawując mandat poselski do 1989. Sprawował funkcję ministra handlu w 1963 (rząd Johna Lynga) oraz w latach 1965–1970 (rząd Pera Bortena). Działał w konserwatywnej partii Høyre, pełnił m.in. funkcję jej przewodniczącego (1970–1974). Po wyborach w 1981 objął urząd premiera Norwegii, stojąc na czele koalicyjnego gabinetu współtworzonego przez centrystów i chrześcijańskich demokratów. Odnowił koalicję po wyborach z 1985, zakończył urzędowanie w następnym roku.
W 1973 był przewodniczącym Rady Nordyckiej.
Po odejściu z parlamentu od 1989 do 1998 pełnił funkcję gubernatora okręgu Akershus. Później udzielał się jako konsultant, a w latach 1999–2001 był dyrektorem fundacji naukowej Fridtjof Nansens Institutt.
Kåre Willoch był żonaty, miał troje dzieci.

## Odznaczenia
- Komandor z Gwiazdą Orderu Świętego Olafa (2005)